# Rezerwat przyrody Jezioro Czarne (województwo zachodniopomorskie)
Rezerwat przyrody „Jezioro Czarne” – florystyczny rezerwat przyrody w województwie zachodniopomorskim, w powiecie goleniowskim, w gminie Przybiernów, 1 km na południe od Jeziora Przybiernowskiego i 2,5 km na południowy zachód od Przybiernowa.
Obszar chroniony obejmuje Jezioro Czarne o powierzchni około 2,48 ha oraz okoliczne torfowiska i lasy. Bagna i wody stanowią łącznie 81% powierzchni rezerwatu.
Został utworzony z inicjatywy Tomasza Szeszyckiego rozporządzeniem Nr 29/2008 Wojewody Zachodniopomorskiego z dnia 19 czerwca 2008 r. Zajmuje powierzchnię 39,99 ha (akt powołujący podawał 39,39 ha). Według najnowszego zarządzenia „celem ochrony rezerwatu jest zachowanie jeziora dystroficznego wraz z otaczającymi go torfowiskami i drzewostanami na siedliskach mokrych i wilgotnych oraz populacji bytującego tam bobra europejskiego Castor fiber” (akt powołujący podawał, że jezioro jest typu eutroficznego).
Rezerwat leży w granicach dwóch obszarów sieci Natura 2000: siedliskowego „Ostoja Goleniowska” PLH320013 i ptasiego „Puszcza Goleniowska” PLB320012.
Znajduje się na gruntach Skarbu Państwa w zarządzie Nadleśnictwa Rokita. Nadzór nad rezerwatem sprawuje Regionalny Konserwator Przyrody w Szczecinie. Na mocy obowiązującego planu ochrony ustanowionego w 2013 roku (z późniejszymi zmianami), obszar rezerwatu objęty jest ochroną czynną.
Na terenie rezerwatu wyznaczono biegnący wokół jeziora szlak o długości 543 m, przeznaczony do ruchu pieszego i rowerowego przez cały rok oraz na nartach w sezonie zimowym.